# Moulin-Neuf (Dordoña)
 Moulin-Neuf  (en occitano Molin Nuòu) es una población y comuna francesa, situada en la región de Aquitania, departamento de Dordoña, en el distrito de Bergerac y cantón de Villefranche-de-Lonchat.

## Demografía
| 574 | 517 | 507 | 569 | 664 | 703 |
| Para los censos de 1962 a 1999 la población legal corresponde a la población sin duplicidades (Fuente: INSEE [Consultar]) |     |     |     |     |     |